# Mohamad Awata
Mohamad Awata (* 10. Juli 1993 in Damaskus) ist ein syrischer Fußballspieler.

## Karriere
Awata spielte in seiner syrischen Heimat bei al-Wahda aus Damaskus in der syrischen Profiliga. Dort kam er in der Meister-Saison 2013/14 zu mindestens einem Einsatz, bei dem ihm ein Tor gelang. Auf einen weiteren nachweisbaren Einsatz kam Awata im Februar 2013, als er mit seinem Team in der Qualifikation zum AFC Cup 2013 scheiterte.
Awata floh aufgrund des Bürgerkriegs aus Syrien über Griechenland und die Türkei nach Deutschland. Während des Krieges verlor er seine Mutter und seinen Onkel bei einem Bombenangriff. In Deutschland kam Awata zunächst nach Stuttgart, wo ihm ein Freund den TSV 1860 München empfahl. Im Sommer 2016 spielte er dort, nachdem er laut eigener Aussage vier Jahre lang nicht Fußball gespielt hatte, in der zweiten Mannschaft der Löwen vor. Nachdem Awata Anfang 2017 die Spielgenehmigung erhalten hatte, debütierte er Anfang März 2017 unter Daniel Bierofka in der viertklassigen Regionalliga Bayern. Bis zum Ende der Saison 2016/17 kam er auf insgesamt sieben Einsätze.
Da die Profimannschaft aus der 2. Bundesliga abgestiegen war und aufgrund des Nichterhalts der Lizenz für die 3. Liga ab der Saison 2017/18 in der Regionalliga Bayern antreten musste, rückte Awata in den Kader der fortan von Bierofka trainierten ersten Mannschaft auf, deren Kern sich aus der zweiten Mannschaft der Vorsaison bildete. Parallel kommt er weiterhin in der nunmehr in der fünftklassigen Bayernliga antretenden zweiten Mannschaft zum Einsatz, für die er am ersten Spieltag seinen ersten Treffer erzielte. Neben zwei Einsätzen in der ersten Mannschaft, in denen er einen Treffer erzielte, kam er insgesamt zu 29 Einsätzen in der zweiten Mannschaft, in denen er zehn Treffer erzielte. Der auslaufende Vertrag zum Saisonende 2017/18 wurde nicht verlängert.
Nach einem kurzen Intermezzo in Jordanien bei Al-Jazeera spielte Awata ab der Rückrunde der Saison 2018/19 beim SV Heimstetten in der Regionalliga Bayern.
Nachdem Heimstetten den Klassenerhalt geschafft hatte, schloss sich Awata zur Sommerpause 2019 dem 1. FC Schweinfurt an.
Nachdem er dort in auf nur 17 Ligaspiele ohne Tor gekommen war, wechselte er im September 2020 zurück zum SV Heimstetten in die Regionalliga Bayern. Hier kam er in drei Spielzeiten zu 65 Ligaeinsätzen und erzielte 6 Tore. Zur Saison 2023/24 wechselte er in die sechstklassige Landesliga Bayern zum VfB Forstinning.

## Erfolge
- Syrischer Meister: 2014
- Aufstieg in die 3. Liga 2018 mit 1860 München